# マディナ・タイマゾワ
マディナ・タイマゾワ（Madina Taimazova、ロシア語: Мадина Андреевна Таймазова、オセット語: Таймазты Андрейы чызг Мадинæ　1999年6月30日- ）はロシアの北オセチア・アラニヤ共和国出身のオセット人柔道選手。階級は70kg級。父親はレスリングフリースタイルの指導者。叔父のアルトゥール・タイマゾフはレスリングのウズベキスタン代表としてフリースタイル120kg級でオリンピック3連覇を達成したが、そのうち2つの金メダルはドーピングにより後に剥奪された。

## 経歴
2015年の世界カデ70㎏級で3位になると、2016年のヨーロッパカデでは優勝した。2017年にはヨーロッパジュニアで優勝した。団体戦では準決勝のフランス戦でスマホを畳に落とすアクシデントを起こし、試合にスマホを持ち込んだことが発覚したため反則負けを喫して、チームは3位にとどまった。世界ジュニアの団体戦でも3位だった。2018年にはヨーロッパジュニア団体戦で優勝すると、世界ジュニア団体戦とU23ヨーロッパ選手権では3位になった。2019年にはユニバーシアードの決勝で田中志歩に内股で敗れて2位だったが、世界団体では3位に入った。世界ジュニアでは決勝で朝飛真実に合技で敗れて2位、団体戦でも2位だった。2020年のヨーロッパ選手権では3位となった。2021年のワールドマスターズでは決勝で大野陽子に縦四方固で敗れて2位、ヨーロッパ選手権では3位だった。地元で開催されたグランドスラム・カザンでは準決勝で元世界チャンピオンの新井千鶴を技ありで破るなどして優勝した。7月に日本武道館で開催された東京オリンピックではロシアオリンピック委員会名義で出場すると、3回戦でブラジルのマリア・ポルテラにGSを含めて14分58秒の戦いの末に反則勝ちした。その後の準決勝では新井と16分41秒もの戦いの末に送襟絞で失神して敗れるも、3位決定戦では世界チャンピオンであるクロアチアのバルバラ・マティッチを技ありで破って3位になった。今大会は10試合分に相当する40分53秒も戦うことになった。混合団体では準決勝で新井に合技で敗れるなどして5位だった。2022年のグランドスラム・ウランバートルではIJF名義で出場すると、決勝で大野を浮技で破るなどオール一本勝ちして優勝した。2023年の世界選手権では中立の立場で出場するも、準々決勝でドイツのジョヴァンナ・スコッチマッロに技ありで敗れるなどして7位だった。グランドスラム・アブダビで優勝するが、ヨーロッパ選手権では2位だった。グランドスラム・東京では準決勝で田中に技ありで敗れると、3位決定戦でもルーマニアのセラフィマ・モスカルに絞め落とされて5位だった。2024年5月の世界選手権では3位になった。2024年6月にIOCは、ロシアによるウクライナへの軍事侵攻を積極的に支持する選手や軍関係者を除外するIOCの審査基準に該当するとして、タイマゾワのパリオリンピック出場を拒否した。
IJF世界ランキングは5036ポイント獲得で23位(25/3/17現在)。

## 主な戦績
- 2015年 - ヨーロッパカデ　個人戦　5位　団体戦　優勝
- 2015年 - 世界カデ　3位
- 2016年 - ヨーロッパカデ　優勝
- 2016年 - ヨーロッパジュニア　団体戦　2位
- 2017年 - ヨーロッパジュニア　個人戦　優勝　団体戦　3位
- 2017年 - 世界ジュニア　団体戦　3位
- 2018年 - ヨーロッパジュニア　団体戦　優勝
- 2018年 - 世界ジュニア　団体戦　3位
- 2018年 - U23ヨーロッパ選手権　3位
- 2019年 - ユニバーシアード　2位
- 2019年 - 世界団体　3位
- 2019年 - 世界ジュニア　個人戦　2位　団体戦　2位
- 2020年 - ヨーロッパ選手権　3位
- 2021年 - ワールドマスターズ　2位
- 2021年 - ヨーロッパ選手権　3位
- 2021年 - グランドスラム・カザン　優勝
- 2021年 -　東京オリンピック　3位
- 2021年 -　東京オリンピック混合団体　5位
- 2022年 -　グランドスラム・ウランバートル 優勝
- 2023年 -　世界選手権　7位
- 2023年 -　グランドスラム・ウランバートル　3位
- 2023年 - グランドスラム・アブダビ 優勝
- 2023年 - ヨーロッパ選手権　3位
- 2023年 -　グランドスラム・東京　5位
- 2024年 -　グランドスラム・アンタルヤ　3位
- 2024年 - 世界選手権　3位
- 2025年 -　グランドスラム・トビリシ　3位

(出典、JudoInside.com)